# پلیاد
ماهوارهٔ پلیاد (به فرانسوی: Pléiades) مجموعه‌ای از دو ماهواره با وضوح تصویربرداری بسیار بالا است که برای رفع نیازهای تصویربرداری فضایی ارتش‌های اروپا و هم‌چنین نیازهای غیرنظامی و تجاری اروپا عمل می‌کنند.
ماهواره پلیاد یک در تاریخ ۱۶ دسامبر ۲۰۱۱ توسط یک موشک سویوز روسی از گویان فرانسه پرتاب شده و در مدار قرار گرفته‌است. ماهواره پلیاد دو که در یک مرکز در شهر تولوز فرانسه در حال تکمیل شدن است اول دسامبر ۲۰۱۲ در مدار خود قرار گرفت.
پلیاد دو در کنار اولین نسخه آن، روزانه ۱۲۰۰ تصویر با جزئیات بسیار دقیق از زمین گرفته و ارسال خواهند کرد.